# Thetford
Thetford é uma cidade mercantil e paróquia civil no distrito de Breckland em Norfolk, Inglaterra. Está localizada entre Norwich e Londres, a leste da Floresta Thetford. A paróquia civil, com uma área de 29,55 km2, tinha em 2015 uma população de 24 340 habitantes.
Há assentamento na região desde a Idade do Ferro, e partes da cidade são anteriores à Conquista normanda da Inglaterra; o Castelo de Thetford foi estabelecido pouco depois. Roger Bigod fundou o priorado cluníaco de Santa Maria em 1104, que se tornou a maior e mais importante instituição religiosa em Thetford. A cidade foi gravemente atingida pela Dissolução dos Mosteiros, incluindo a destruição do castelo, mas foi reconstruída em 1574, quando Isabel I estabeleceu um foral de cidade. Após a Segunda Guerra Mundial, sofreu processo de imigração de pessoas vindas de Londres, resultando no aumento substancial da sua população.